# Gerichtsbezirk Wippach
Der Gerichtsbezirk Wippach (slowenisch: sodni okraj Vipava) war ein dem Bezirksgericht Wippach unterstehender Gerichtsbezirk im Kronland Krain. Er umfasste Teile des politischen Bezirks Adelsberg (Postojna) und wurde 1919 dem Staat Jugoslawien zugeschlagen.

## Geschichte
Der Gerichtsbezirk Wippach entstand infolge eines Ministervortrags vom 6. August 1849, in dem die Grundzüge der Gerichtseinteilung festgelegt wurden. Nachdem im Dezember 1849 die Gebietseinteilung der Gerichtsbezirke sowie die Zuweisung der Gerichtsbezirke zu den neu errichteten Bezirkshauptmannschaften durch die „politische Organisierungs-Commission“ festgelegt worden war, nahmen die Bezirksgerichte der Krain per 1. Juni 1850 ihre Tätigkeit auf. Dem Bezirksgericht Wippach wurden durch die Landeseinteilung der Krain im März 1850 die 25 Katastralgemeinden Budaine, Ersel, Gotsche, Grische, Javornik, Kanidol, Kouk, Kreuzberg, Losche, Lositsche, Nanos, Oberfeld, Planina, Podkrai, Podraga, Grospule, Sanabor, Slap, Sturia, Ustia, St. Veit, Wischne, Woditze, Wippach und Zoll zugewiesen. Zusammen mit den Gerichtsbezirken Adelsberg (Postojna), Illyrisch-Feistritz (Ilirska Bistrica) und Senosetsch (Senožeče) bildete der Gerichtsbezirk Wippach den politischen Bezirk Adelsberg.
Der Gerichtsbezirk wies 1880 eine anwesende Bevölkerung von 12.050 Personen auf, wobei 12.018 Menschen Slowenisch und 14 Menschen Deutsch als Umgangssprache angaben. 1910 wurden für den Gerichtsbezirk 12.388 Personen ausgewiesen, von denen 12.335 Slowenisch (99,6 %) und 17 Deutsch (0,1 %) sprachen.
Durch die Grenzbestimmungen des am 10. September 1919 abgeschlossenen Vertrages von Saint-Germain wurde der Gerichtsbezirk Adelsberg zur Gänze dem Königreich Jugoslawien zugeschlagen.

## Gerichtssprengel
Der Gerichtssprengel Wippach umfasste infolge der Zusammenfassung der Katastralgemeinden zu Gemeinden im 19. Jahrhundert im Jahre 1910 die 15 Gemeinden Budanje (deutsch: Budaine), Erzelj (Ersel), Goče (Gotsche), Lože (Losche), Vrhpolje (Oberfeld), Planina, Podkraj, Podraga, Šent Vid (Sankt Veit), Slap, Šturije, Ustje, Vrábče (Urabtsche), Vipava (Wippach) und Col (Zoll).